# 弗氏鱗鰭石首魚
弗氏鱗鰭石首魚為輻鰭魚綱鱸形目鱸亞目石首魚科的其中一種，分布南美洲巴西舊金山河流域，體長可達29.7公分，棲息在溪流，可做為食用魚。